# Призрак Вермера Делфтского, способный послужить и столом
«Призрак Вермера Делфтского, способный послужить и столом» — сюрреалистическая картина испанского художника Сальвадора Дали, написанная в 1934 году. Находится в коллекции Музея Сальвадора Дали в Сент-Питерсберге, штат Флорида, США.

## Информация о картине
Картина отсылает к «Аллегории Живописи» Яна Вермеера, знаменитому произведению семнадцатого века, на котором художник, считающийся автопортретом Вермеера, изображен спиной к зрителю в характерном костюме.

Дали неоднократно олицетворял самого себя в фигуре Вермера, «этого мыслителя, совершенного и супертрезвого, этого художника, который сполна был наделён лучезарным чувством смерти».

## Описание
Вермеер представлен как темная веретенообразная фигура в коленопреклоненной позе. Вытянутая нога фигуры служит поверхностью стола, на котором стоят бутылка и небольшой стакан. Эта нога сужается к похожему на балясин обрубку, а рядом стоит ботинок. Стены и далекие виды гор основаны на реальных видах около дома Дали в Портльигате.